# Elektromadona
Elektromadona je skvot koji se nalazi u Čenstohovi (Częstochowa), u Poljskoj, osnovan jeseni 2001. u napuštenoj kući u Varšavskoj ulici. U skvotu živi između 10 i 12 osoba koje organizuju akcje hrana ne oružje i hip-hop i rok koncerte. I pored nekoliko napada naci-skinsa i pokušaja prisilnog iseljenja od strane policije, skvot još uvek traje. 

## Osnivanje
Ovaj skvot je zauzet posle skoro godinu dana traganja za odgovarajućim mestom. Kada je grupa skvotera našla ovu kuću ušli su u nju. Na njihovo iznenađenje utvrdili su da su se u kući prte njih nalazile časne sestre. Po kući su se nalazile religiozne slike, mesto za molitvu, skulptura Presvete Bogorodice... Pošto su našli smeštaj skvoteri su krenuli u potragu za nameštajem. U centru grada u Kavijej ulici (ul. Kawiej) nalazile su se dve stare zgrade za koje su skvoteri znali da su opremljene nameštajem. Ali prozori i vrata na zgradama su bili zazidani i jedini ulaz u kuću je bio preko krova. Grupa od 20-ak ljudi je preko krova provalila u zgrade i počela da iznosi sve što je moglo da im koristi (stare police, ormare, stolove, stolice, lonce...). Stvari su natovarene na kolica i prebačene u Varšavsku ulicu (uz proteste suseda). Tada je kuća zvanično useljena. Međutim već sledećeg dana došao je vlasnik sa telohraniteljima naoružanim palicama i tražio objašnjenje od skvotera šta rade na njegovom vlasništvu. Ipak posle nekog vremena vlasnik se uverio u dobre namere skvotera (pošto je video da održavaju kuću i imaju nameru da plaćaju račune) i dao im je dozvolu za ostanak u kući tako da je skvot legalan.

## Ime
Ime skvota se vezuje za ime Presvete Bogorodice (Madona), pošto je kuća, u kojoj se sada nalaze skvoteri, pripadala časnim sestrama. Prefiks elektro je dat jer se pored kuće nalaze dalekovodi visokog napona. U sastavu skvota nalazi se slobodna biblioteka. 

## Akcije
Elektromadona je organizovala nekoliko akcija. Najvažnija je akcija pomoći najsiromašnijim ljudima deljenjem toplih obroka. Akciju organizuju pod nazivom Jedzenie zamiast bomb (Hrana umesto bombi). Ova akcija je otpočela 29. decembra 2002. godine i od tada se svake nedelje u toku jeseni, zime i dela proleća, ispred glavne železničke stanice deli hrana najugroženijim ljudima. Skvoteri tvrde da ova akcija ima dve posledice
- Gladni dobijaju hranu
- Političarima se skreće pažnja da pare umesto na oružje troše na pomoć socijalno ugroženim ljudima

Sem ove akcije Elektromadona je organizovala i: 17. februara 2003. godine - demonstracije protiv rata u Iraku. Na demonstraciji je učestvovalo oko 80 ljudi. Takođe 25. novembra 2003. godine  organizovan je i "Dan bez krzna" (Dzień bez futra). Učestvovalo je između 30 i 40 ljudi.

## Napadi  naci-skinsa
Skvoteri su pretrpeli nekoliko napada naci-skinsa. Najveći je bio 17. februara 2003. godine, posle demonstracija protiv rata u Iraku. Grupa od oko 30 naci-skinsa je upala u kuću naoružana bejzbol palicama, lancima, noževima i drugim oružjem. Provalili su u kuću i demolirali je. U napadu su dve osobe povređene. Skvoteri su se ipak organizovali i uspeli da isteraju skinse. Ubrzo se pojavila i policija. Nekoliko skinsa koji nisu uspeli da pobegnu su uhapšeni i zadržani u pritvoru 3 meseca za vreme istražnog postupka. Posle tri meseca su pušteni zbog "nedostatka dokaza".